# Slave Labour
Slave Labour est une œuvre de street art de Banksy, peinte à Londres en 2012. En 2013, la portion du mur sur laquelle elle est peinte est arrachée et l'œuvre est destinée à être vendue aux enchères à Miami, avant que cette vente ne soit annulée.

## Description
C'est une peinture murale de 122 cm de hauteur et 152 cm de largeur, peinte au pochoir en noir et blanc. Elle représente un enfant, en short et t-shirt, pieds nus et casquette sur la tête, agenouillé devant une machine à coudre. Il fabrique à la chaîne une banderole de Union Jacks. Ces drapeaux ne sont pas représentés au pochoir : il s'agit au contraire d'une véritable banderole, attachée au mur et donnant l'illusion de sortir de la machine à coudre.
Avant son déplacement, l'œuvre était peinte au ras du sol sur un mur aveugle de Whymark Avenue, près de l'intersection avec High Road et à côté d'un magasin de la chaîne Poundland, à Wood Green, Haringey, dans le nord de Londres, près de la station de métro Turnpike Lane.

## Historique
L'œuvre est peinte à Haringey vers la mai 2012. Elle n'est pas signée mais le style du pochoir conduit les commentateurs à l'attribuer au street-artist Banksy,. Comme elle n'est pas non plus nommée, l'œuvre est surnommée « Slave Labour » ou « Slave Labor » (« Travail d'esclave »), parfois « Bunting Boy » (« Garçon réalisant des banderoles »). Il s'agit de la première œuvre de Banksy dans le quartier de Haringey depuis septembre 2009, la précédente ayant depuis été recouverte de Perspex. L'œuvre est interprétée comme un commentaire satirique possible sur les Jeux olympiques d'été de 2012, qui doivent alors se tenir quelques mois plus tard à Londres, ou sur le Jubilé de diamant d'Élisabeth II, reine du Royaume-Uni, voire sur la découverte en 2010 d'un enfant de sept ans travaillant dans un sweatshop en Inde pour fabriquer des produits vendus par les magasins Poundland. En 2011, Hanringey est également le théâtre d'émeutes.
L'œuvre de Banksy est bien reçue, le directeur du magasin Poundland de Haringey indiquant même qu'il apprécie l'auteur (et que la chaîne a mis en place un code d'éthique pour ses fournisseurs). Le conseil de Haringey, constatant que le mur est probablement une propriété privée, indique qu'il n'a pas le droit de demander l'enlèvement du pochoir, à moins que le propriétaire n'en fasse la demande. L'œuvre attire des visiteurs et la station de métro Turnpike Lane va même jusqu'à ériger un panneau indicateur pour en signaler l'emplacement.
Dans la nuit du 15 au 16 février 2013, le pan de mur sur lequel est peinte l'œuvre est abruptement enlevé, sans explication ni annonce préalable ; la marque Poundland précise qu'elle n'est pas responsable de cette action, et qu'elle ne possède d'ailleurs pas le mur en question : il semblerait que ce soit le véritable propriétaire qui soit à l'origine de cet enlèvement. Peu de temps après, l'œuvre réapparait, destinée à être vendue aux enchères à Miami aux États-Unis. Elle est alors estimée entre 500 000 et 700 000 $.
Cette mise aux enchères provoque un tollé à Wood Green, un quartier londonien assez pauvre. Il est généralement admis que la propriété des œuvres de street art, peintes sans autorisation, n'appartient pas à leur auteur mais au propriétaire du mur qui leur sert de support ; bien que la société propriétaire (qui loue les locaux au magasin Poundland) choisit de ne pas s'exprimer sur le sujet, il semble que cette mise en vente soit légale. Le conseil de Haringey écrit à l'Arts Council (en) pour lui demander de l'aider à récupérer l'œuvre, et met en place une pétition pour le soutenir. Sur son site, Banksy cite Henri Matisse : « [j]'étais très embarrassé quand mes toiles ont commencé à atteindre des prix élevés ; je me suis vu condamné à ne devoir peindre à l'avenir que des chefs-d'œuvre. ». Un pochoir de rat tenant en main la pancarte « Why? » (« Pourquoi ? ») apparait à côté du mur vide, possiblement exécuté par Banksy.
Peu de temps avant l'enchère, son organisateur annonce que l'œuvre a été retirée de la vente ; il ne donne pas d'explications sur ce retrait.